# Chiesa Valdese (Firenze)
La chiesa Valdese di Firenze si trova in via Pier Antonio Micheli all'angolo con via Alfonso La Marmora. Fu un edificio di culto anglicano con il titolo di Holy Trinity Church dalla sua costruzione fino al 1966.

## Storia
Nel luogo in cui sorge l'edificio, tra il 1843 e il 1846 venne costruita, su progetto dell'architetto Domenico Giraldi, la prima chiesa anglicana di Firenze, dedicata alla Santissima Trinità; essa aveva orientamento inverso rispetto a quello della struttura odierna, con aula a navata unica preceduta, sul lato settentrionale da un atrio. Nel 1877 una parte della comunità anglicana (allora molto numerosa) si separò da quella originaria, dando origine ad una seconda parrocchia che si stabilì in Oltrarno, facendo riferimento alla chiesa di Saint Mark (costruita nel 1881).
Nel 1890, la comunità anglofiorentina decise di costruire nel medesimo luogo una nuova chiesa affidandone l'incarico all'architetto scozzese George Frederick Bodley; i lavori iniziarono nel 1892 e terminarono nel 1904. Nel 1966 venne acquistata dalla chiesa valdese che in precedenza si riuniva presso il tempio di via dei Serragli, all'interno del palazzo Ricasoli-Salviati (sede dell'Istituto Emily Gould).

## Descrizione

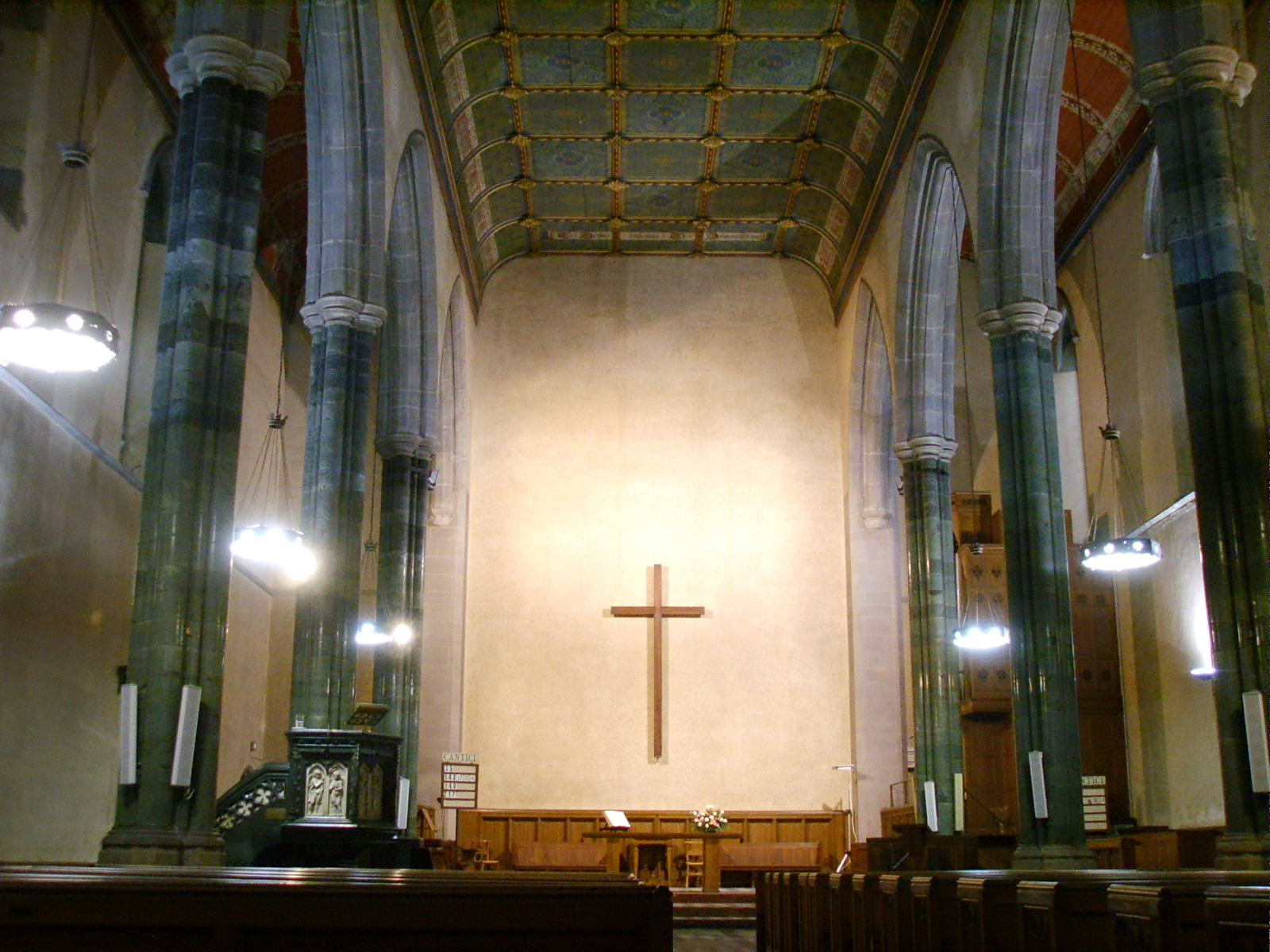
Interno

La chiesa valdese sorge all'angolo tra via Pier Antonio Micheli e via Alfonso La Marmora, ed è in stile neogotico inglese. Esternamente, è caratterizzata dall'alta torre campanaria a pianta quadrangolare, leggermente distaccata dal corpo dell'aula alla quale è raccordata tramite archi rampanti, e con paramento murario in blocchi di pietra serena a vista; la cella si apre su ciascuno dei lati con una trifora ed è esternamente decorata con delle statue marmoree raffiguranti Santo Stefano e San Giovanni Battista (lato su via Micheli), San Giorgio e Sant'Albano (lato su via La Marmora), Sant'Andrea e San Davide di Scozia (lato verso la chiesa); San Patrizio e Sant'Agostino (lato verso l'atrio); l'autore del Battista, David, Albano, Agostino e Stefano è Cesare Fantacchiotti (1904). L'atrio, che costituisce il principale accesso alla chiesa, sorge alla sinistra della torre ed è un corpo di fabbrica più basso rispetto al resto dell'edificio; un secondo portale si apre lungo la fiancata destra dell'aula.
La chiesa è preceduta dall'atrio, coperto con un'elaborata volta a crociera. L'aula, priva di transetto ed abside, è suddivisa in tre navate da cinque arcate a sesto acuto poggianti su pilastri a pianta quadrilobata. L'ambiente è illuminato dalle slanciate bifore delle pareti laterali e dalla trifora della controfacciata, con vetrate policrome raffiguranti Santi, disegnate da Natale Bruschi e realizzate dalla ditta londinese Burlison & Grylls. Il soffitto ligneo presenta un'elaborata decorazione pittorica; nell'area della navata maggiore, esso è motivo ricorrente il monogramma di Cristo. Sotto la terza arcata di sinistra, vi è il pulpito marmoreo con bassorilievi raffiguranti Angeli che suonano strumenti musicali, mentre sotto l'arcata successiva trova luogo il fonte battesimale. Il tavolo della Cena, in legno, è sopraelevato di alcuni gradini, e alle sue spalle vi è una grande croce; originariamente, prima della conversione dell'edificio al culto valdese, il presbiterio era delimitato da uno jubé ligneo intagliato. Nell'ultima campata della navata di destra, vi è l'organo a canne, costruito da William George Trice tra il 1897 e il 1898, con 14 registri su due manuali e pedale, a trasmissione integralmente meccanica.

## Altre immagini

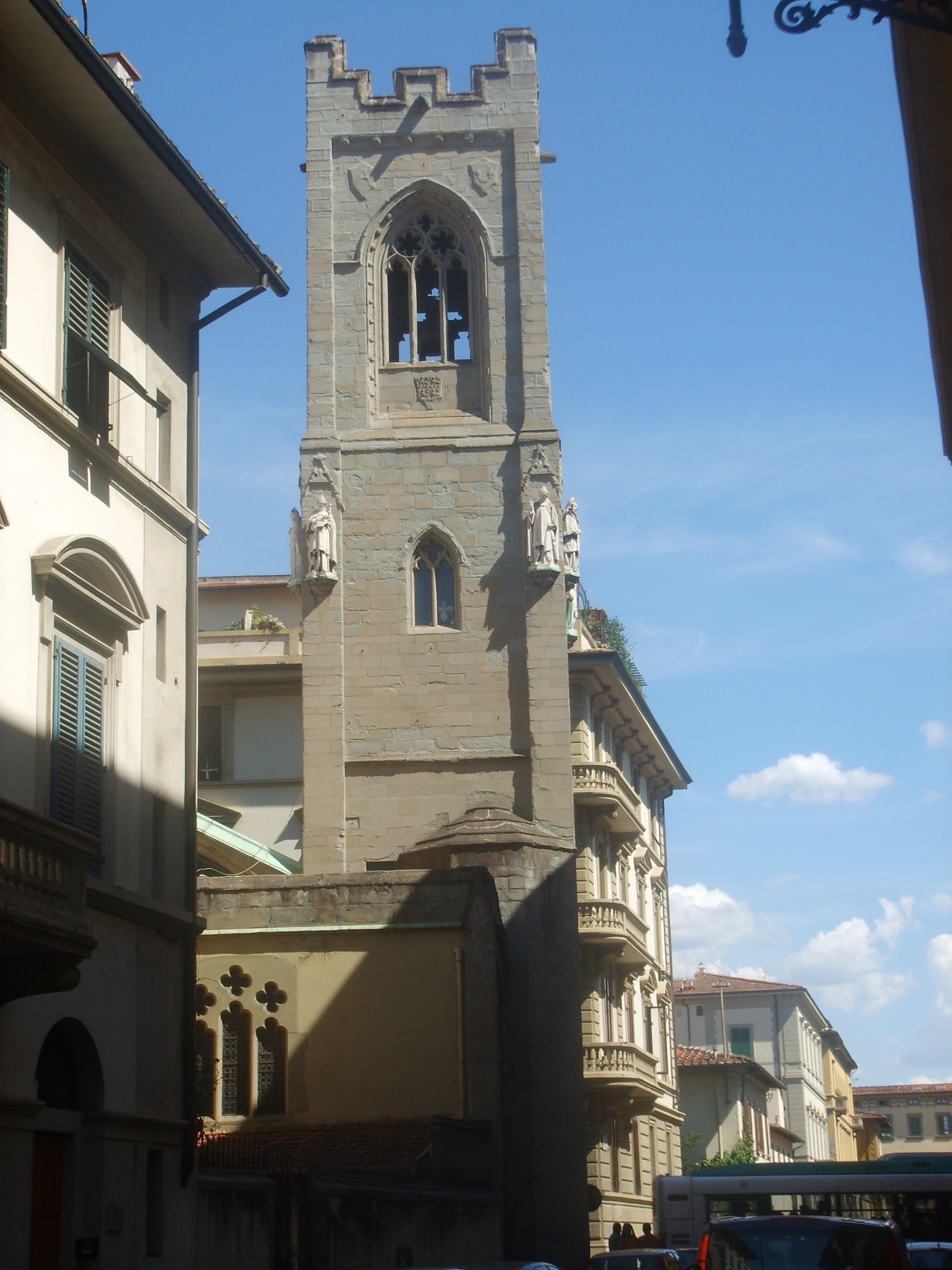
Il campanile
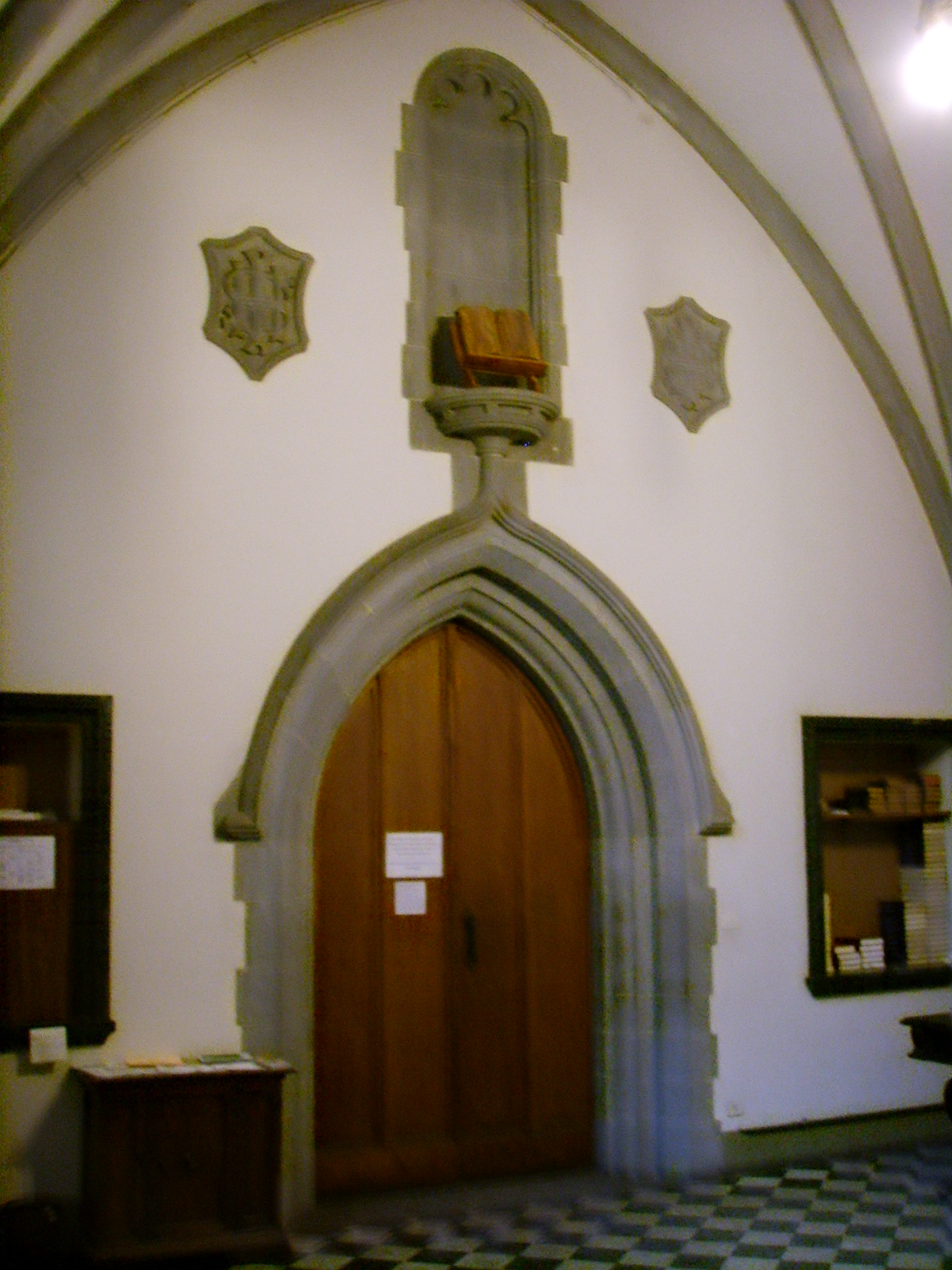
L'atrio
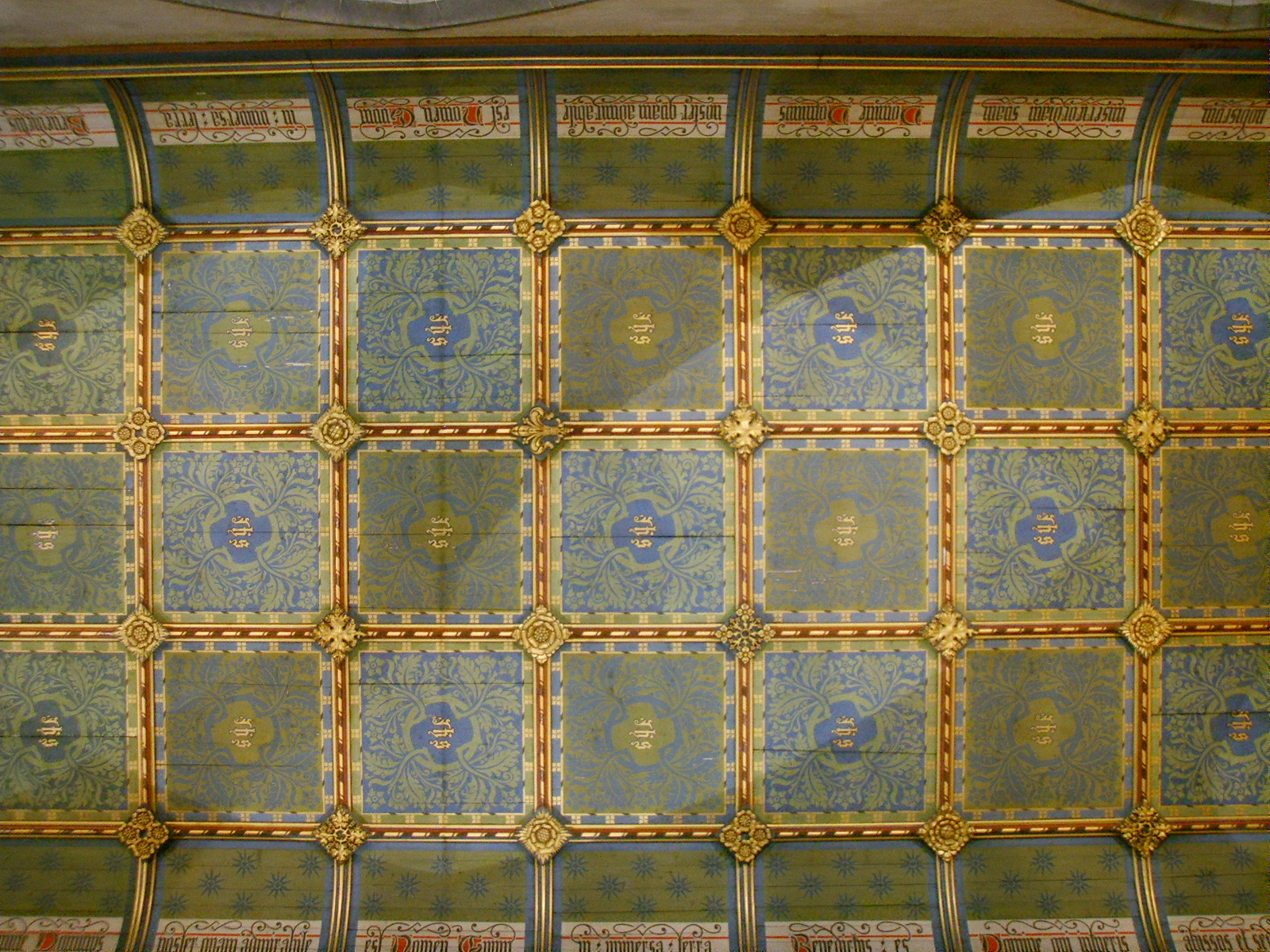
Il soffitto della navata centrale
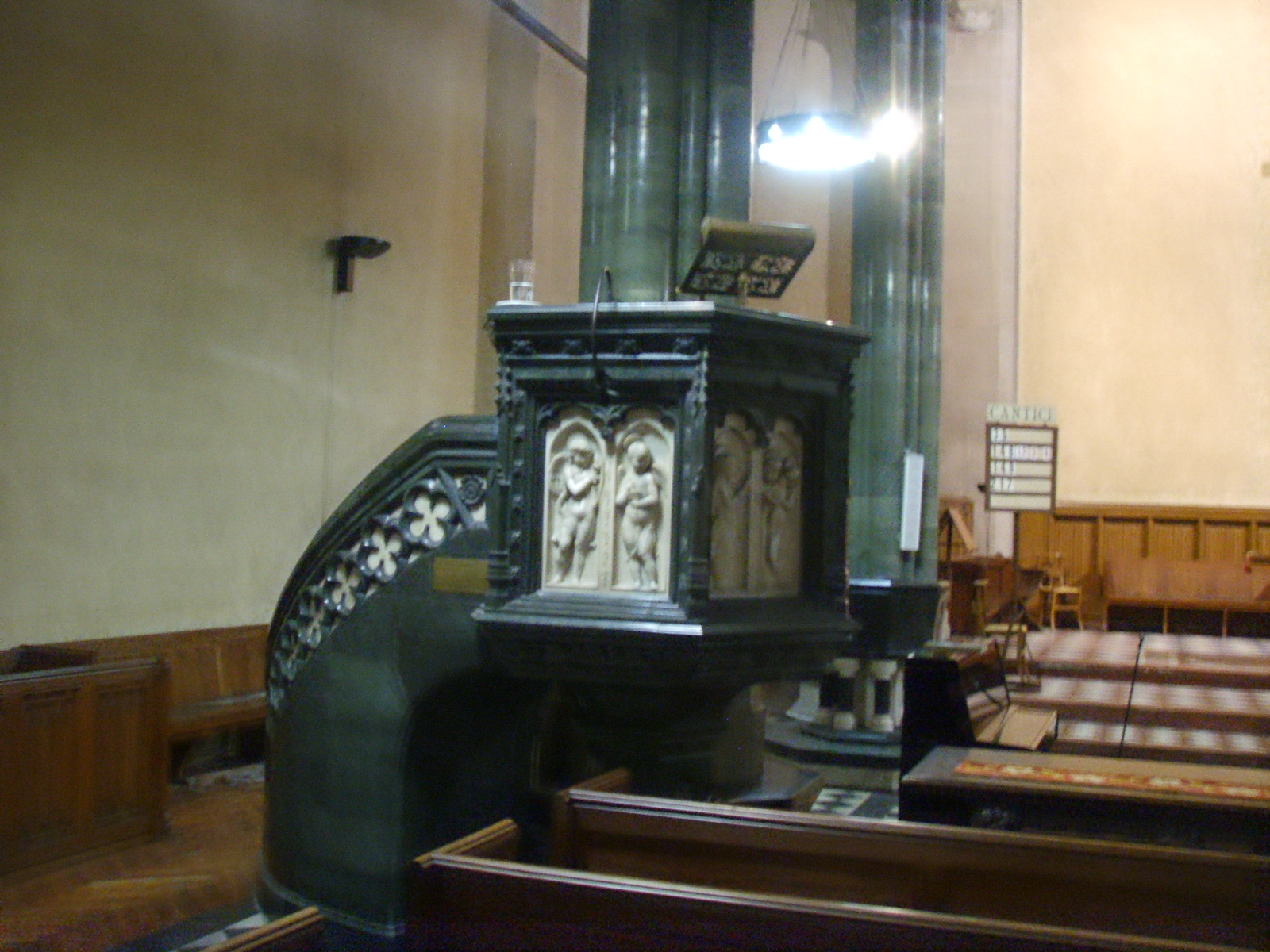
Il pulpito